# Vogl (Familienname)
Vogl ist ein deutscher Familienname.

## Herkunft und Bedeutung
Vogl ist eine Schreibvariante des Familiennamens Vogel.

## Namensträger
- Adalbert Vogl (1876–1945), deutscher Geistlicher und Märtyrer
- Adam Vogl (* 1886), deutscher Landrat
- Adolf Vogl (Künstler) (1850–1924), österreichischer Bildender Künstler
- Adolf Vogl (Komponist) (1873–1961), deutscher Komponist und Musikschriftsteller
- Adolf Vogl (Politiker) (1895–1974), österreichischer Politiker (ÖVP), Burgenländischer Landtagsabgeordneter
- Adolf Vogl (Fußballspieler) (1910–1993), österreichischer Fußballspieler
- Alois Vogl (Musiker) (1813–1871), österreichischer Organist und Komponist
- Alois Vogl (* 1972), deutscher Skirennfahrer
- Anton von Vogl (1834–1913), deutscher Generalstabsarzt
- August Vogl (1909–1994), deutscher Chirurg
- August Emil Vogl (1833–1909), österreichischer Pharmakologe
- Bernd Vogl, österreichischer Umweltökonom
- Berthold Vogl (1706–1771), österreichischer Ordensgeistlicher, Abt von Kremsmünster und Hochschullehrer
- Carl Vogl (1866–1944), deutscher Theologe und Politiker (SPD)
- Coelestin Vogl (1613–1691), deutscher Gelehrter und Ordensgeistlicher, Abt von St. Emmeram
- Daniela Vogl (* 1975), deutsche Diplomatin
- Emerich Vogl (1905–1971), rumänischer Fußballspieler und -trainer
- Franz Vogl (Bildhauer, 1754) (1754–1836), österreichischer Bildhauer
- Franz Vogl (Komponist) (1821–1891), österreichischer Komponist
- Franz Vogl (Bildhauer, 1861) (1861–1921), österreichischer Bildhauer
- Franz Vogl (Politiker) (1873–1939), österreichischer Politiker (CS), Oberösterreichischer Landtagsabgeordneter
- Georg Wilhelm Vogl (1795–1843), deutsch-österreichischer Lithograf
- Gero Vogl (* 1941), österreichischer Physiker und Hochschullehrer
- German Meneses Vogl (* 1945), deutscher Politiker (AL)
- Hanns Vogl (Johann Vogl; * 1920), deutscher Brigadegeneral
- Hans Vogl (Orgelbauer), deutscher Orgelbauer
- Hans Vogl (Widerstandskämpfer) (1895–1944), österreichischer Lehrer und Widerstandskämpfer
- Hans Vogl (Bildhauer) (Hans Peter Vogl; 1898–1988), deutscher Bildhauer
- Hans-Jörg Vogl (* 1956), österreichischer Rechtsanwalt
- Hans-Martin Vogl (* 1977/1978), deutscher Pokerspieler
- Heinrich Vogl (1845–1900), deutscher Opernsänger (Tenor)
- Helmut Vogl (* 1944), österreichischer Karikaturist, Schauspieler und Herausgeber
- Helmuth Vogl (* 1928), österreichischer Politiker (SPÖ)
- Hubert Vogl (1933–2012), deutscher Grafiker und Maler
- Ingo Vogl (* 1970), österreichischer Kabarettist
- Joachim Vogl (* 1973), deutscher Sportschütze
- Johann Michael Vogl (1768–1840), österreichischer Sänger (Bariton)
- Johann Nepomuk Vogl (1802–1866), österreichischer Schriftsteller, Lyriker und Publizist
- Josef Vogl (Trachtenkundler) (1848–1886), deutscher Lehrer und Trachtenkundler
- Josef Vogl (Sänger) (1876–1934), deutscher Opernsänger (Tenor)
- Josef Vogl (Chemiker) (um 1933–2000), deutscher Chemiker und Umweltschützer
- Josef Vogl (Slawist) (* 1953), österreichischer Slawist und Politikwissenschaftler
- Josef Vogl (Leichtathlet), deutscher Leichtathlet
- Josef Florian Vogl (1818–1896), böhmischer Politiker
- Joseph Vogl (* 1957), deutscher Literaturwissenschaftler
- Jürgen Vogl (* 1970), österreichischer Kabarettist
- Kimbie Humer-Vogl (* 1971), österreichische Politikerin (GRÜNE), Salzburger Landtagsabgeordnete
- Leopold Vogl (Politiker) (1868–1940), österreichischer Politiker (SDAP)
- Leopold Vogl (Fußballspieler) (1910–1991), österreichischer Fußballspieler und Fußballtrainer
- Maria Nowak-Vogl (1922–1998), österreichische Psychiaterin
- Markus Vogl (* 1970), österreichischer Politiker (SPÖ)
- Mizzi Vogl (1884–1968), österreichische Kunsthandwerkerin und Textilkünstlerin
- Moritz Vogl (1852–1940), deutscher Generalleutnant
- Oskar Vogl (1881–1954), deutscher General der Artillerie
- Otto Vogl (Politiker) (1888–??), österreichischer Politiker (NSDAP), Salzburger Landtagsabgeordneter
- Otto Vogl (Widerstandskämpfer) (1919–1939), österreichischer Widerstandskämpfer
- Otto Vogl (Chemiker) (1927–2013), amerikanischer Chemiker
- Patrik Vogl (* 1985), deutscher Eishockeyspieler
- Richard Vogl (* 1952), deutscher bildender Künstler
- Rudolf Vogl (1934–2010), österreichischer Schriftsteller
- Sebastian Vogl (Wissenschaftshistoriker) (1872–1956), deutscher Wissenschaftshistoriker
- Sebastian Vogl (Eishockeyspieler) (* 1986), deutscher Eishockeytorhüter
- Simon Vogl (1903–1961), deutscher Politiker (SPD)
- Teresa Vogl (* 1983), österreichische Moderatorin
- Therese Vogl (1845–1921), deutsche Opernsängerin (Sopran)
- Thomas Vogl (Mediziner) (* 1958), deutscher Radiologe
- Thomas Vogl (Eishockeyspieler) (* 1977), deutscher Eishockeyspieler
- Ulrich Vogl (* 1973), deutscher Bildhauer und Objektkünstler
- Walter Vogl (Politiker) (1927–1996), österreichischer Politiker (ÖVP)
- Walter Vogl (Schriftsteller) (* 1958), österreichischer Schriftsteller
- Willi Vogl (* 1961), deutscher Komponist und Hochschullehrer
- Wolfgang Vogl (* 1966), deutscher Theologe